# Verdoni
Verdoni (? – 1804, Londýn) byl původem italský šachový mistr, považovaný po smrti F. A. D. Philidora roku 1795 za nejlepšího světového hráče. Dokonce sám Philidor podle Williama Lewise prohlásil, že (Verdoni) „c'est le premier joueur en Europe après moi“ (je prvním hráčem v Evropě po mně).
Verdoni se údajně naučil hrát šachy až ve středním věku, přesto se stal mistrem. Působil ve Francii v Café de la Régence a byl zde členem tzv. Společnosti amatérů (La Société des Amateurs), ze které jsou kromě něho známi pouze další tři šachisté – Bernard, Carlier a Leger. Spolu s nimi vydal Verdoni roku 1775 v Paříži anonymně knihu Traité théorique et pratique du jeu des échecs par une société d'amateurs (zkráceně Traité des Amateurs). Šlo o jednu z nejlepších praktických knih o šachu ve své době s velkým množstvím partií, brzy proto následovaly překlady do angličtiny a němčiny. Na začátku knihy se autoři distancují od Philidora argumentací, že jeho zásady jsou více zajímavé než správné. Nicméně analýza partií v knize obsažená je mnohem blíže k Philidorovu pojetí hry než k zásadám Modenské šachové školy.
Verdoni stejně jako Philidor odjel po vypuknutí francouzské revoluce do Anglie, kde žil až do své smrti.